# Henry Northcote (1er baron Northcote)
Henry Stafford Northcote (18 novembre 1846 – 29 septembre 1911), premier baron Northcote, est le troisième gouverneur général d'Australie.

## Biographie
Il est né à Londres et est le second fils de sir Stafford Northcote, homme politique conservateur anglais. Il fait ses études au Collège d'Eton et à l'université d'Oxford avant d'entrer comme diplomate au Ministère des Affaires Étrangères britannique.
En 1880, Northcote est élu député d'Exeter où il reste jusqu'en 1899 date à laquelle il est nommé gouverneur de Bombay puis sur proposition de Joseph Chamberlain, Ministre des Colonies, gouverneur général d'Australie.
Les deux premiers gouverneurs généraux, Lord Hopetoun et Lord Tennyson sont restés peu de temps à leur poste et ont eu des relations difficiles avec les gouvernements australiens. Mais les deux gouvernements -britannique et australien- souhaitent une période de stabilité et de continuité et Northcote est nommé pour cinq ans. Il a une longue expérience de la politique et son poste à Bombay lui a servi de formation à la fonction. Il n'est ni aussi autoritaire que Lord Hopetoun ni aussi guindé que Lord Tennyson et il fait bonne impression tant sur les hommes politiques que sur la population.
Ce choix arrive au bon moment car Northcote est le premier gouverneur général d'Australie à avoir à faire face à l'instabilité politique des gouvernements australiens. En avril 1904, le Premier Ministre, Alfred Deakin démissionne et est remplacé sur un court intervalle de temps par le leader travailliste Chris Watson, le leader libéral George Reid puis de nouveau Deakin. Watson et Reid demandent tous deux à Northcote de dissoudre le Parlement avant leur démission mais il refuse les deux fois, ce que les premiers ministres acceptent.
Comme ses prédécesseurs, Northcote se considère comme un représentant du gouvernement britannique et le vice-roi du pays. Il s'engage activement dans les négociations entre les gouvernements britanniques et australiens sur les contentieux commerciaux et les problèmes de transports mais son rôle diminue en 1906 quand un gouvernement libéral arrive au pouvoir en Grande-Bretagne, abandonnant beaucoup de son influence sur le gouvernement australien.
En 1907, Northcote et Deakin se brouillent quand Northcote, sur instruction de Londres, refuse de donner son accord à un projet de loi qui restreint les possibilités d'appel des cours de justice australiennes au Conseil Privé de la reine à Londres. Deakin, bien que bon royaliste veut que les parlements australiens soient souverains en Australie et le dit franchement à Northcote. Ceci pousse Northcote à poser sa démission en février 1908 soit avec un an d'avance sur la date prévue.
Il quitte l'Australie en septembre. En Grande-Bretagne, sa santé décline très vite et il meurt en 1911.

## Source
- (en) Cet article est partiellement ou en totalité issu de l’article de Wikipédia en anglais intitulé « Henry Northcote, 1st Baron Northcote » (voir la liste des auteurs).